# 民衆の前に現れたキリスト

「民衆の前に現れたキリスト」（アレクサンドル・イワノフ）。洗礼者ヨハネ（手前左）がこちらへ歩いて来るイエス・キリストを指し示している。

「民衆の前に現れたキリスト」（ロシア語: Явление Христа народу、英語: The Appearance of Christ Before the People）はアレクサンドル・アンドレイェヴィチ・イワノフ（またはイヴァーノフ、ロシア語: Алекса́ндр Андре́евич Ива́нов）   が死の直前まで20年かけて描いた絵画（1857年　油彩、カンヴァス　540x750cm）。モスクワのトレチャコフ美術館所蔵。 
18-19世紀ロシア美術の最高傑作のひとつといわれる。 